# Мисс Вселенная Украина
Мисс Вселенная Украина — ежегодный конкурс красоты в Украине, действует с 2006 года. Победительница представляет Украину на международном конкурсе красоты «Мисс Вселенная», сотрудничает с общественными и благотворительными организациями в Украине и мире, посольствами, участвует в благотворительных мероприятиях.
Основательницей и обладательницей конкурса долгое время была Александра Николаенко-Раффин. С 2015 г. владелицей конкурса является Анна Филимонова.
В 2023 г. конкурс сменил название с «Мисс Украина Вселенная» на «Мисс Вселенная Украина».